# Erminio Azzaro
 (Pisciotta, 12 gennaio 1948) è un ex altista e allenatore di atletica leggera italiano.

## Biografia
Nel 1969 fu medaglia di bronzo nel salto in alto ai Campionati europei svoltisi ad Atene saltando 2,17 metri, la stessa misura dei due atleti che lo precedettero.
Vanta anche un primo posto nella semifinale di Coppa Europa del 1970 e un secondo posto alle Universiadi dello stesso anno. 
Ha sposato la campionessa di salto in alto Sara Simeoni e ne è stato l'allenatore. È stato anche l'allenatore di Sandra Dini.
Nel 2010 alla famiglia Azzaro (Erminio, Sara e il loro figlio Roberto, campione italiano juniores di salto in alto) è stato assegnato il "premio Emilio e Aldo De Martino".

## Palmarès
| Anno | Manifestazione | Sede   | Evento        | Risultato | Prestazione | Note  |
| ---- | -------------- | ------ | ------------- | --------- | ----------- | ----- |
| 1969 | Europei        | Atene  | Salto in alto | Bronzo    | 2,17 m      |       |
| 1970 | Universiadi    | Torino | Salto in alto | Argento   | 2,15 m      | [ 3 ] |